# Gynacantha rosenbergi
Gynacantha rosenbergi là loài chuồn chuồn trong họ Aeshnidae. Loài này được Kaup in Brauer mô tả khoa học đầu tiên năm 1867.

## Hình ảnh

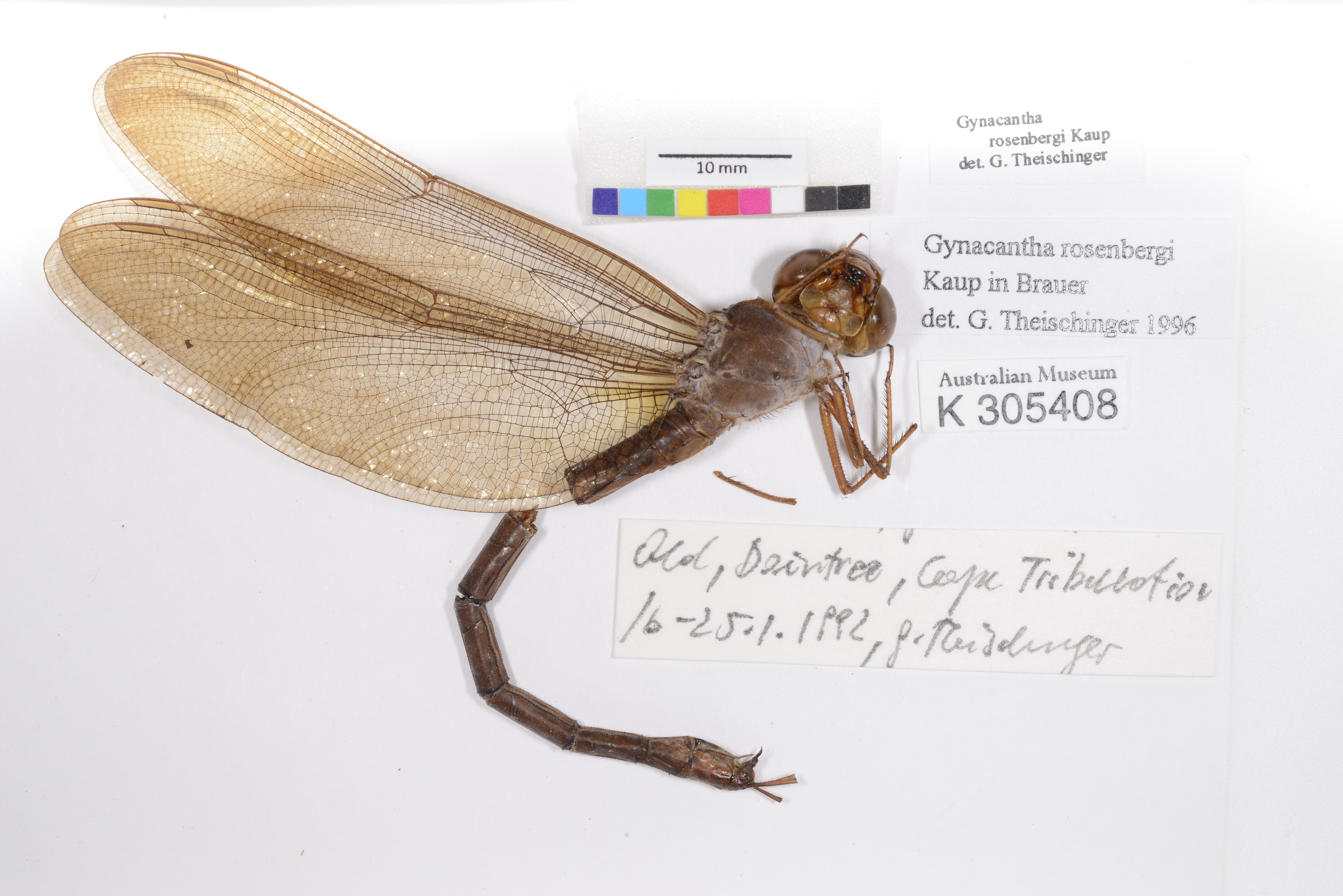